# Wierchnieje Gridino
Wierchnieje Gridino (ros. Верхнее Гридино) – wieś (ros. село, trb. sieło) w zachodniej Rosji, w sielsowiecie niżniegridinskim rejonu bolszesołdatskiego w obwodzie kurskim.

## Geografia
Miejscowość położona jest 5 km od centrum administracyjnego sielsowietu niżniegridinskiego (Niżnieje Gridino), 11,5 km od centrum administracyjnego rejonu (Bolszoje Sołdatskoje), 53 km od Kurska.
W granicach miejscowości znajduje się ulica Lesnaja (44 posesje).

## Demografia
W 2010 r. miejscowość zamieszkiwały 42 osoby.